# Zheng Qinwen
Zheng Qinwen (郑钦文S, Zhèng QīnwénP; Shiyan, 8 ottobre 2002) è una tennista cinese.
Vincitrice di cinque titoli WTA, a livello di Grande Slam ha raggiunto la finale agli Australian Open 2024, seconda cinese dopo Li Na ad aver raggiunto un simile traguardo, in seguito al quale ha raggiunto come best ranking la 4ª posizione mondiale. Nel suo palmarès vanta anche l'oro olimpico nel singolare conquistato ai Giochi olimpici di Parigi 2024, prima tennista cinese della storia a riuscirci in tale disciplina, e la finale alle WTA Finals 2024.

## Biografia
Nata a Shiyan, in Hubei, fino all'età di tre anni Zheng Qinwen ha trascorso gran parte della sua infanzia a Chengdu, in Sichuan, città natale della madre. Ha iniziato a giocare a tennis all'età di sette anni, iniziando subito dopo ad allenarsi a Wuhan, capoluogo dell'Hubei. Tre anni più tardi, si è spostata a Pechino per allenarsi presso l'accademia tennistica gestita da Carlos Rodríguez, ex coach dell'idolo di Zheng Li Na. Nel 2019 si è trasferita insieme alla madre a Barcellona, in Spagna, dove attualmente risiede, e dal 2021 è allenata dal coach spagnolo Pere Riba.

## Carriera

### 2021: esordio nel circuito maggiore
Nell'estate del 2021 Zheng prende parte agli Internazionali Femminili di Palermo, sua prima apparizione nel tabellone principale di un torneo nel circuito WTA. Superati in scioltezza i due turni di qualificazione, accede al tabellone principale del torneo dove coglie contestualmente la sua prima vittoria nel circuito maggiore ai danni della seconda testa di serie Ljudmila Samsonova. In seguito viene sconfitta in due set da Jaqueline Cristian. Conclude la stagione superando le qualificazioni nei tornei indoor di Mosca e Courmayeur. In entrambi i casi subisce una sconfitta al primo turno del tabellone principale.

### 2022: prima finale WTA, primo titolo WTA 125, ottavi di finale a Parigi e top 30
Inaugura la stagione al torneo di Melbourne dove, dopo aver superato le qualificazioni, si spinge fino alla sua prima semifinale WTA in cui si arrende alla futura vincitrice del torneo, Simona Halep. Si qualifica per il main draw dell'Australian Open. Grazie alla vittoria su Aljaksandra Sasnovič ottiene la sua prima vittoria nel tabellone principale di un Major. Al secondo turno cede alla numero cinque del mondo Maria Sakkarī. I risultati ottenuti nei primi due tornei disputati nella stagione le permettono di accedere tra le prime cento del mondo, raggiungendo precisamente l'80ª posizione.
Al Roland Garros supera Maryna Zanevs'ka, per poi rimontare l'ex vincitrice del torneo Halep. Al terzo turno approfitta del ritiro di Alizé Cornet raggiungendo per la prima volta la seconda settimana di uno Slam alla sua seconda partecipazione complessiva in un torneo di questa categoria. Nei suoi primi ottavi Slam si ritrova opposta alla numero uno del mondo Iga Świątek, in striscia positiva da trentuno incontri, a cui non riesce ad opporsi.
La settima successiva vince il suo primo titolo WTA 125 a Valencia, e grazie ai punti derivanti entra tra le prime cinquanta del mondo raggiungendo la 46ª posizione; supera contestualmente Zhang Shuai, cosi da diventare la tennista cinese con il più alto piazzamento nel ranking. Nella sua corsa al titolo batte in finale la connazionale Wang Xiyu. La transizione sull'erba non la favorisce, racimolando due sconfitte all'esordio a Berlino ed Eastbourne. Ritrova la vittoria a Wimbledon, dove s'impone su Stephens e Minnen, prima di arrendersi alla futura vincitrice Rybakina.
Ritorna in campo un mese dopo a Stanford, dove esordisce sul veloce nordamericano con una sconfitta in tre set contro Naomi Ōsaka. Coglie un buon risultato alla Rogers Cup, dove supera in rimonta la wild-card Marino, approfitta poi del ritiro di Jabeur per affrontare e superare l'ex campionessa del 2019 Andreescu, prima di farsi rimontare dalla finalista in carica Karolína Plíšková. Allo US Open ha la meglio su Ostapenko e sulla russa Potapova, prima di essere sconfitta al terzo turno da Niemeier.
Inaugura la parte finale della stagione conquistando la prima finale WTA della sua carriera al torneo 500 di Tokyo, dopo aver superato nei quarti la numero quattro del mondo Paula Badosa, prima vittoria contro una top-10. In finale perde di misura da Samsonova. Al termine del torneo entra per la prima volta in top 30, spingendosi, alla 28ª posizione.
Disputa come ultimo torneo della stagione il San Diego Open dove, pur non avendo superato le qualificazioni, viene ripescata come lucky loser e approfittando del ritiro di Garbiñe Muguruza nel match di primo turno, per giocare contro Świątek al secondo turno, con la vittoria della polacca. Chiude la stagione alla 25ª posizione mondiale e, in virtù dei risultati ottenuti, viene premiata come giovane dell'anno nell'ambito dei WTA Awards.

### 2023: primi due titoli WTA, oro agli Asian Games e top 15
Nel corso della prima parte della stagione, gli unici due risultati di rilievo sono la semifinale al Mubadala Abu Dhabi Open a febbraio e il quarto di finale disputato agli Internazionali d'Italia a maggio. Nel corso del torneo romano cede all'11ª testa di serie Veronika Kudermetova. Al termine del torneo, diventa la quinta tennista cinese ad entrare a far parte delle prime venti del mondo, dopo Li Na (n. 2), Wang Qiang (n. 12), Peng Shuai (n. 14) e Zheng Jie (n. 15). Sempre sul rosso, in estate, si aggiudica il WTA 250 di Palermo, torneo cui vi ha potuto partecipare grazie a una wild-card offerta dagli organizzatori, battendo in finale la padrona di casa Jasmine Paolini.

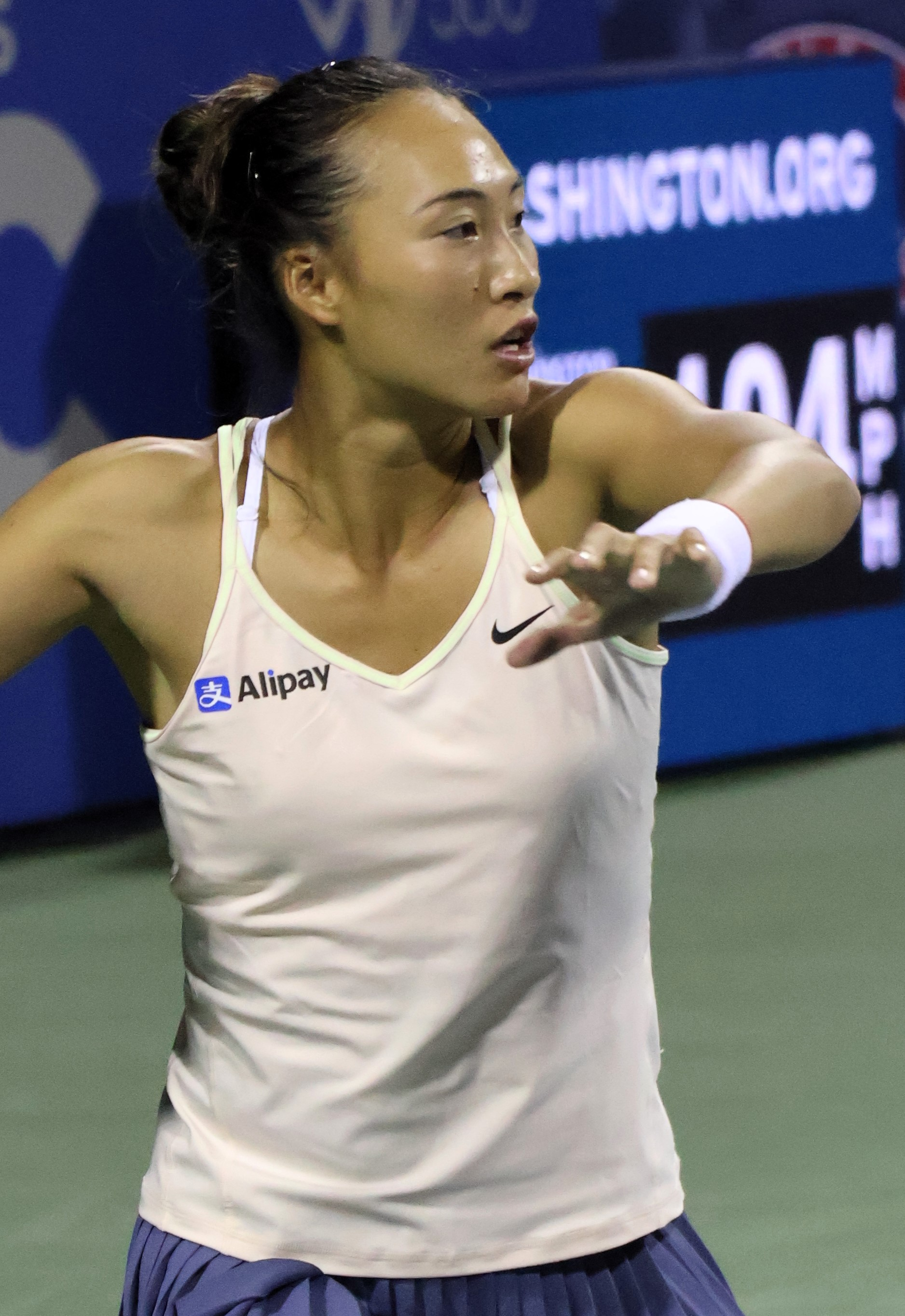
Zheng Qinwen al Mubadala Citi DC Open 2023

Sul cemento nordamericano centra il terzo turno a Cincinnati, battendo la pluri-campionessa slam Venus Williams al secondo round; nella sfida valevole per gli ottavi, cede il passo alla numero uno del mondo Iga Świątek in tre set. Allo US Open, da 23ª testa di serie, approda agli ottavi di finale, in cui prevale sulla numero 5 del mondo Ons Jabeur, conquistando la quarta vittoria in carriera su una top-10 e approdando ai suoi primi quarti di finale a livello major. Nella circostanza, si arrende in due set alla neo-numero uno del mondo Aryna Sabalenka. Il suo allenatore Wim Fissette decide dopo gli US Open di ritornare con la sua precedente allieva Naomi Ōsaka, interrompendo la collaborazione con la giocatrice cinese, che decide di affrontare il resto della stagione senza coach.
A fine settembre, prende parte ai Giochi asiatici che per l'edizione 2022 si tengono ad Hangzhou: nel tabellone di singolare, è accreditata della prima testa di serie. Come da pronostico, giunge sino alla finalissima, dove vince il derby contro Zhu Lin, conquistando così il primo posto nel torneo, la medaglia d'oro e qualificandosi di diritto a partecipare ai Giochi olimpici di Parigi 2024. In doppio, ha fa coppia proprio con Zhu Lin, ma le due escono già al primo turno. La settimana dopo, disputa il torneo di Pechino, venendo tuttavia eliminata al primo turno da Rybakina. Sfodera il suo miglior tennis a Zhengzhou, raggiungendo la prima finale WTA nel suo paese natio grazie ai successi sulla terza testa di serie Maria Sakkarī e sull'italiana Jasmine Paolini. In finale supera in rimonta anche la settima testa di serie Krejčíková. La vittoria del WTA 500 cinese, rientra nuovamente tra le prime venti al mondo, recuperando il suo best ranking al 19º posto.
I risultati ottenuti nel corso della stagione le permettono anche di qualificarsi per il WTA Elite Trophy di Zhuhai. Inserita nel gruppo Orchidea, esordisce con una vittoria contro Donna Vekić. Nello scontro decisivo per il passaggio del turno, batte Jeļena Ostapenko, chiudendo al primo posto del girone e staccando il pass per le semifinali. In tale circostanza è chiamata ad affrontare la wild-card e connazionale Zhu Lin, che aveva già battuto alcune settimane prima nella finale degli Asian Games: bissa l'esito del loro precedente incontro e si qualifica per la finale del torneo, la terza della stagione e seconda in Cina. In tale circostanza, si vede opposta alla brasiliana Beatriz Haddad Maia, a cui si arrende in due tie-break combattuti per un match della durata di quasi tre ore. Nonostante la sconfitta, a fine stagione perfeziona il suo ranking entrando per la prima volta nella top 15, precisamente alla 15ª posizione.
La stagione si conclude con il premio come giocatrice più migliorata ai WTA Awards e con il ritorno in panchina del suo precedente coach Pere Riba Madrid.

### 2024: finale Slam, ingresso in top 10 e oro olimpico
Comincia l'anno alla United Cup rappresentando insieme a Zhang Zhizhen la squadra cinese, che viene sconfitta dalla Polonia nei quarti di finale. All'Australian Open, dopo aver battuto nei quarti Anna Kalinskaja, giunge alla sua prima semifinale Slam, garantendosi l'ingresso tra le prime dieci del mondo. Battendo Dajana Jastrems'ka, coglie la finale di un Major per la prima volta, seconda cinese a riuscirci dopo Li Na. Nel match valevole per il titolo viene sconfitta dalla campionessa in carica Aryna Sabalenka. ma sale alle posizione numero 7 del mondo, suo nuovo best-ranking.
Torna in campo a Doha, dove si ferma al terzo turno contro Leylah Fernandez. La settimana seguente, a Dubai, trova i quarti di finale contro la numero uno del mondo Iga Świątek. A Indian Wells e Miami raccoglie invece due uscite premature. Sulla terra, dopo due sconfitte al secondo turno a Stoccarda e Madrid, centra per il secondo anno consecutivo i quarti a Roma, battendo Rogers, Nosková e la rientrante Ōsaka. Nel match valevole per la semifinale, cede in due set alla numero 3 del mondo Coco Gauff. Al Roland Garros viene eliminata al terzo turno dalla russa Èlina Avanesyan. Su erba non va oltre il secondo turno a Berlino, mentre a Wimbledon esce già al primo turno contro la qualificata neozelandese Lulu Sun.

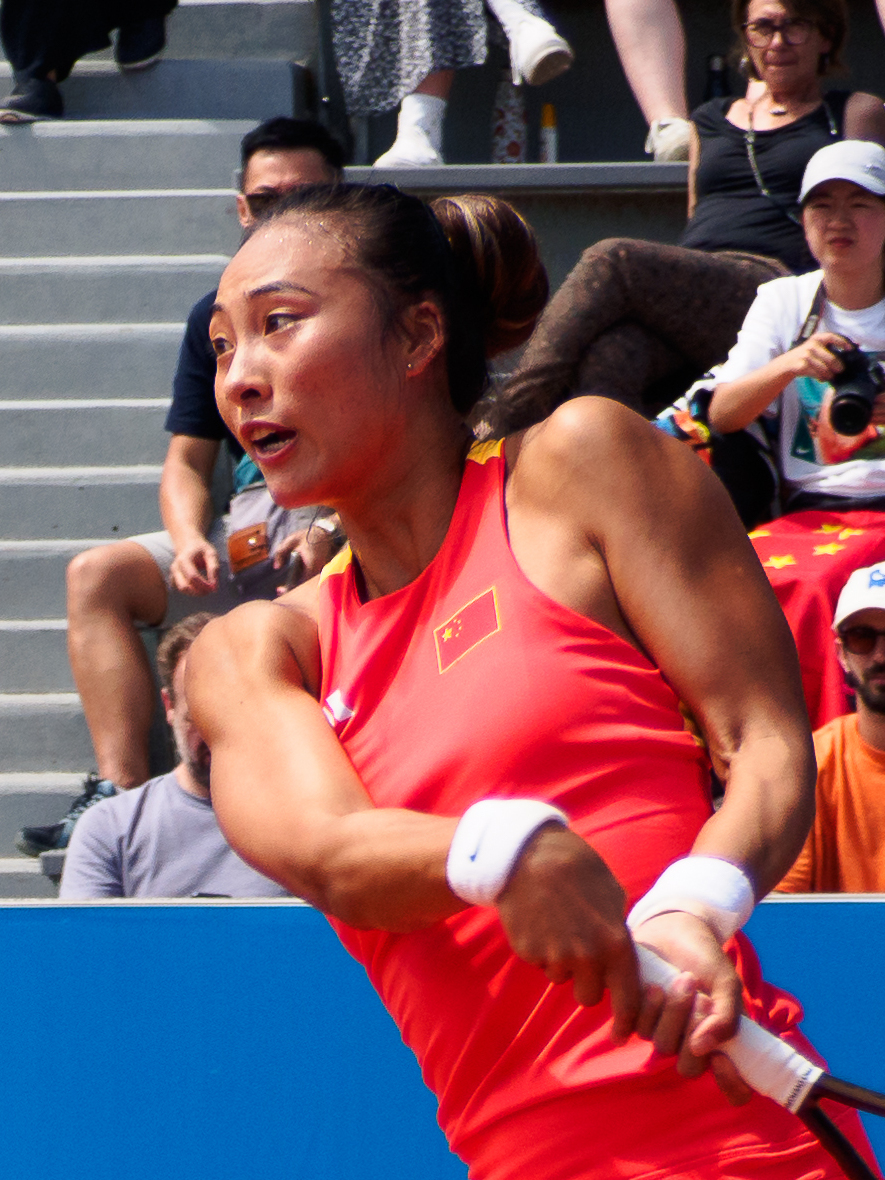
Zheng Qinwen a Parigi nel 2024

Ritrova il suo tennis migliore sulla terra rossa. In preparazione ai Giochi Olimpici di Parigi 2024, svoltisi nell'impianto convenzionalmente riservato al Roland Garros, accetta un wild card per disputare il torneo di Palermo, che l'aveva vista trionfare l'anno precedente. La difesa del titolo avviene con successo grazie alle vittorie in finale sulla testa di serie numero due, Karolína Muchová. Lo slancio positivo si protrae nel torneo olimpico. All'esordio si impone per 6–0, 6–0 sulla veterana italiana Sara Errani, al secondo turno supera l'olandese Arantxa Rus. Negli ottavi di finale annulla un match point nel secondo set a Emma Navarro, per poi chiudere la rimonta al terzo set. Non passeranno inosservate a fine incontro le parole della sua sfidante che la accusa di scarsa empatia per le avversarie, appellandola come "tagliagole".  Ai quarti di finale affronta Angelique Kerber, la quale aveva annunciato che si sarebbe ritirata al termine del torneo olimpico. Al termine di un lungo e combattuto incontro è Zheng a imporsi al tie-break del terzo set. In semifinale mette a segno la più grande sorpresa della stagione WTA: sconfigge in due set la numero uno del mondo Iga Swiatek, reduce da 20 successi consecutivi sulla terra battuta (25 sui soli campi del Roland Garros) e grande favorita della vigilia. In finale prevale sulla croata Donna Vekić, permettendo alla Cina di vincere la seconda medaglia d'oro nella storia della disciplina tennistica, a venti anni di distanza dalla vittoria nel doppio femminile di Li Ting e Sun Tiantian. Dopo aver esordito sul veloce americano con un'uscita al terzo turno a Cincinnati, conferma i quarti di finale dell'anno precedente allo US Open, fermata anche in tale circostanza da Sabalenka, futura campionessa del torneo.
Chiude la stagione in Asia, dove ottiene ottimi risultati in tutti e tre i tornei disputati,  e  e il 500 di . A Pechino disputa la semifinale contro Karolína Muchová, mentre a Wuhan fa meglio arrivando in finale contro la due volte campionessa in carica Aryna Sabalenka che vince in tre set. InGiappone si aggiudica il quinto torneo in carriera, terzo stagionale, superando in finale Sofia Kenin, dopo non aver perso un set nel suo percorso.
Grazie ai punti accumulati nel corso della stagione, si qualifica per la prima volta alle WTA Finals, dove viene sorteggiata nel gruppo viola insieme a Sabalenka, Paolini ed Rybakina. Con un bilancio di due vittorie su Rybakina e Paolini e una sconfitta contro Sabalenka, si qualifica per le semifinali, dove riesce a sconfiggere Barbora Krejcikova in 2 set, approdando alla finale, dove però si deve arrendere in tre set all'americana Coco Gauff. 

### 2025: quarti di finale all'Open di Francia, infortunio al gomito
Avvia la stagione sul cemento australiano dello Slam di Melbourne dove non riesce a eguagliare la finale dell'anno prima, fermandosi al secondo turno contro la tedesca Laura Siegemund. Sul cemento medio orientale di Doha e Dubai raccoglie due sconfitte all'esordio. Ritrova due risultati rilevanti nei tornei di Indian Wells e Miami, dove viene sconfitta in entrambi i casi ai quarti di finale rispettivamente da Iga Świątek e Aryna Sabalenka.   
Partecipa al torneo di Charleston battendo prima Maria Sakkarī e poi Elise Mertens, ma la sua corsa si ferma ai quarti contro Ekaterina Aleksandrova. Sulla terra di Madrid viene invece sconfitta al primo turno da Anastasija Potapova. A Roma supera ai quarti per la prima volta in carriera la numero uno del mondo Sabalenka; in semifinale però si arrende alla statunitense Coco Gauff. Conclude la stagione sul rosso agli Open di Francia raggiungendo i suoi primi quarti di finale in carriera nello slam Parigino battendo in successione Pavlyuchenkova, Arango, Mboko, Samsonova prima di essere fermata di nuovo da Sabalenka.  
Approda sull'erba londinese del Queen's Club dove arriva fino in semifinale battendo Kessler e Raducanu prima di cedere in tre set all'americana Anisimova. Dopo l'ennesima uscita al primo turno, stavolta a Wimbledon, decide di sottoporsi ad un'operazione per risolvere il problema al gmito che si trascina da molto tempo.

## Controversie
Durante la sua ascesa ai vertici del circuito WTA, Zheng si è costruita la nomea di giocatrice particolarmente fredda nei confronti delle avversarie. Nell'estate 2021, quando era ancora un'adolescente che muoveva i primi passi nel circuito, diventò virale una sua intervista in cui dichiarò di non aver mai sentito nominare la giocatrice ceca Barbora Krejčíková, vincitrice del Roland Garros meno di due mesi prima. Non è mai passato inosservato il suo distacco al momento della stretta di mano finale, ma l'episodio che ha evidenziato chiaramente questo lato caratteriale della cinese si è avuto al termine del match di ottavi di finale del torneo olimpico contro Emma Navarro. La statunitense, sconfitta dopo non aver convertito un match point nel secondo set, l'ha accusata di non avere empatia per le avversarie arrivando ad appellarla come «taglia-gole». Interrogata sull'episodio qualche settimana più tardi durante gli US Open, Navarro ha aggiunto che «Zheng non ha trattato l'avversaria e lo sport con rispetto».
Sull'episodio nessuna collega si è mai espressa in maniera esplicita, ma alcune hanno fatto trapelare che la cinese non è nota nello spogliatoio per amichevolezza. È stata Zheng stessa a chiarire la situazione durante le WTA Finals di quello stesso anno, dichiarando che desidera non creare alcun legame di amicizia con le giocatrici del tour, poiché questo le impedirebbe di affrontarle con pieno spirito competitivo.

## Statistiche WTA

### Singolare

#### Vittorie (5)
| Legenda              |
| -------------------- |
| Grande Slam (0)      |
| Ori Olimpici (1)     |
| WTA Finals (0)       |
| WTA Elite Trophy (0) |
| Dal 2021             |
| WTA 1000 (0)         |
| WTA 500 (2)          |
| WTA 250 (2)          |

| N. | Data            | Torneo                           | Superficie  | Avversaria in finale | Punteggio     |
| 1. | 23 luglio 2023  | Palermo Ladies Open, Palermo     | Terra rossa | Jasmine Paolini      | 6–4, 1–6, 6–1 |
| 2. | 15 ottobre 2023 | Zhengzhou Open, Zhengzhou        | Cemento     | Barbora Krejčíková   | 2–6, 6–2, 6–4 |
| 3. | 21 luglio 2024  | Palermo Ladies Open, Palermo (2) | Terra rossa | Karolína Muchová     | 6–4, 4–6, 6–2 |
| 4. | 3 agosto 2024   | Giochi Olimpici, Parigi          | Terra rossa | Donna Vekić          | 6–2, 6–3      |
| 5. | 27 ottobre 2024 | Pan Pacific Open, Tokyo          | Cemento     | Sofia Kenin          | 7–6(5), 6–3   |

#### Sconfitte (5)
| Legenda              |
| -------------------- |
| Grande Slam (1)      |
| Argenti Olimpici (0) |
| WTA Finals (1)       |
| WTA Elite Trophy (1) |
| Dal 2021             |
| WTA 1000 (1)         |
| WTA 500 (1)          |
| WTA 250 (0)          |

| N. | Data              | Torneo                     | Superficie  | Avversaria in finale | Punteggio        |
| 1. | 25 settembre 2022 | Pan Pacific Open, Tokyo    | Cemento     | Ljudmila Samsonova   | 5–7, 5–7         |
| 2. | 29 ottobre 2023   | WTA Elite Trophy, Zhuhai   | Cemento (i) | Beatriz Haddad Maia  | 6(11)–7, 6(4)–7  |
| 3. | 27 gennaio 2024   | Australian Open, Melbourne | Cemento     | Aryna Sabalenka      | 3–6, 2–6         |
| 4. | 13 ottobre 2024   | Wuhan Open, Wuhan          | Cemento     | Aryna Sabalenka      | 3–6, 7–5, 3–6    |
| 5. | 9 novembre 2024   | WTA Finals, Riad           | Cemento (i) | Coco Gauff           | 6–3, 4–6, 6(2)–7 |

## Circuito WTA 125

### Singolare

#### Vittorie (1)
| N. | Data           | Torneo                                   | Superficie  | Avversaria in finale | Punteggio     |
| 1. | 12 giugno 2022 | Open Internacional de Valencia, Valencia | Terra rossa | Wang Xiyu            | 6–4, 4–6, 6–3 |

## Statistiche ITF

### Singolare

#### Vittorie (8)
| Torneo $100.000 (0) |
| Torneo $80.000 (0)  |
| Torneo $60.000 (2)  |
| Torneo $25.000 (5)  |
| Torneo $15.000 (1)  |

| N. | Data              | Torneo                                                          | Superficie  | Avversaria in finale | Punteggio        |
| 1. | 29 agosto 2020    | Acqua Dolomia Serena Wines Tennis Cup, Cordenons                | Terra rossa | Mira Antonitsch      | 6–1, 6–0         |
| 2. | 6 settembre 2020  | Marbella Intecracy ITF Cup, Marbella                            | Terra rossa | Alina Čaraeva        | 4–6, 6–4, 6–4    |
| 3. | 20 settembre 2020 | Frýdek Místek Open Cup, Frýdek-Místek                           | Terra rossa | Gabriela Talabă      | 3–6, 6–4, 6–0    |
| 4. | 19 dicembre 2020  | ITF Women Val Gardena Südtirol Raiffeisen, Selva di Val Gardena | Cemento (i) | Lea Bošković         | 6(0)–7, 6–0, 6–3 |
| 5. | 17 gennaio 2021   | Tennis Future Hamburg, Amburgo                                  | Cemento (i) | Linda Fruhvirtová    | 6–2, 6–3         |
| 6. | 20 giugno 2021    | Macha Lake Open, Staré Splavy                                   | Terra rossa | Aleksandra Krunić    | 7–6(5), 6–3      |
| 7. | 21 novembre 2021  | Madeira Ladies Open, Funchal                                    | Cemento     | Martina Trevisan     | 6–3, 7–5         |
| 8. | 30 gennaio 2022   | Orlando USTA Pro Circuit Event, Orlando                         | Cemento     | Christina McHale     | 6–0, 6–1         |

## Risultati in progressione
| Sigla | Risultato               |
| ----- | ----------------------- |
| V     | Vincitore               |
| F     | Finalista               |
| SF    | Semifinalista           |
| O     | Oro olimpico            |
| A     | Argento olimpico        |
| SF    | Bronzo olimpico         |
| QF    | Quarti di Finale        |
| 4T    | Quarto turno            |
| 3T    | Terzo turno             |
| 2T    | Secondo turno           |
| 1T    | Primo turno             |
| RR    | Round Robin             |
| LQ    | Turno di qualificazione |
| A     | Assente                 |
| ND    | Non disputato           |

| Legenda superfici    |
| -------------------- |
| Cemento              |
| Terra battuta        |
| Erba                 |
| Superficie variabile |

### Singolare
Aggiornato a fine WTA Tour 2024.
| Torneo                 | 2019          | 2020          | 2021            | 2022            | 2023            | 2024  | Titoli     | V–S        |            |
| ---------------------- | ------------- | ------------- | --------------- | --------------- | --------------- | ----- | ---------- | ---------- | ---------- |
| Tornei del Grande Slam |               |               |                 |                 |                 |       |            |            |            |
| Australian Open        | Assente       | Assente       | Assente         | 2T              | 2T              | F     | 0 / 3      | 8–3        |            |
| Open di Francia        | Assente       | Assente       | Assente         | 4T              | 2T              | 3T    | 0 / 3      | 6–3        |            |
| Wimbledon              | A             | ND            | A               | 3T              | 1T              | 1T    | 0 / 3      | 2–3        |            |
| US Open                | Assente       | Assente       | Assente         | 3T              | QF              | QF    | 0 / 3      | 10–3       |            |
| Vittorie–sconfitte     | 0–0           | 0–0           | 0–0             | 8–4             | 6–4             | 12–4  | 0 / 12     | 26–12      |            |
| Giochi olimpici        |               |               |                 |                 |                 |       |            |            |            |
| Giochi olimpici        | Non disputati | Non disputati | A               | Non disputati   | Non disputati   | 1º    | 1 / 1      | 6–0        |            |
| Tornei di fine anno    |               |               |                 |                 |                 |       |            |            |            |
| WTA Finals             | NQ            | ND            | Non qualificata | Non qualificata | Non qualificata | F     | 0 / 1      | 3–2        |            |
| WTA Elite Trophy       | NQ            | Non disputato | Non disputato   | Non disputato   | F               | ND    | 0 / 1      | 3–1        |            |
| WTA 1000               |               |               |                 |                 |                 |       |            |            |            |
| Doha                   | 500           | A             | 500             | A               | 500             | 3T    | 0 / 1      | 1–1        |            |
| Dubai                  | A             | 500           | A               | 500             | 2T              | QF    | 0 / 2      | 3–1        |            |
| Indian Wells           | A             | ND            | A               | 2T              | A               | 2T    | 0 / 2      | 1–2        |            |
| Miami                  | Q1            | ND            | A               | 1T              | 4T              | 3T    | 0 / 3      | 3–3        |            |
| Madrid                 | A             | ND            | A               | 1T              | 3T              | 2T    | 0 / 3      | 1–3        |            |
| Roma                   | Assente       | Assente       | Assente         | Assente         | QF              | QF    | 0 / 2      | 6–2        |            |
| Montréal / Toronto     | A             | ND            | A               | QF              | 2T              | A     | 0 / 2      | 4–2        |            |
| Cincinnati             | Assente       | Assente       | Assente         | Assente         | 3T              | 3T    | 0 / 2      | 3–2        |            |
| Pechino                | A             | Non disputato | Non disputato   | Non disputato   | 1T              | SF    | 0 / 2      | 4–2        |            |
| Wuhan                  | Q1            | Non disputato | Non disputato   | Non disputato   | Non disputato   | F     | 0 / 1      | 4–1        |            |
| Carriera               |               |               |                 |                 |                 |       |            |            |            |
| Tornei giocati         | 0             | 0             | 3               | 17              | 22              | 19    | 61         | 61         |            |
| Titoli                 | 0             | 0             | 0               | 0               | 2               | 3     | 5          | 5          | 5          |
| Finali                 | 0             | 0             | 0               | 1               | 3               | 6     | 10         | 10         | 10         |
| Totale V–S             | 0–0           | 0–0           | 1–3             | 22–17           | 35–19           | 50–18 | 5 / 61     | 108–58     |            |
| Ranking di fine anno   | 649           | 324           | 143             | 25              | 15              | 5     | $8.311.577 | $8.311.577 | $8.311.577 |

Note
1. 1 2  Il Dubai Tennis Championships e il Qatar Ladies Open di Doha si scambiarono frequentemente lo status tra evento Premier ed evento Premier 5 dal 2009 al 2020, mentre dal 2021 al 2023 tra evento WTA 1000 e WTA 500. Dal 2024 vengono disputati entrambi come eventi WTA 1000.
2. ↑  Il ritiro nel secondo turno non viene considerato una sconfitta.

N.B.: Nel calcolare vittorie e sconfitte non sono state prese in considerazione quelle maturate nei turni di qualificazione e nei tornei WTA 125.

## Vittorie contro giocatrici top 10
| Stagione | 2022 | 2023 | 2024 | 2025 | Totale |
| -------- | ---- | ---- | ---- | ---- | ------ |
| Vittorie | 2    | 3    | 5    | 1    | 11     |

| #    | Giocatrice          | Ranking | Evento                        | Superficie  | Turno | Punteggio        | Rank. ZQR |
| ---- | ------------------- | ------- | ----------------------------- | ----------- | ----- | ---------------- | --------- |
| 2022 |                     |         |                               |             |       |                  |           |
| 1.   | Ons Jabeur          | 5       | Canadian Open, Toronto        | Cemento     | 2T    | 6–1, 2–1 rit.    | 51        |
| 2.   | Paula Badosa        | 4       | Pan Pacific Open, Tokyo       | Cemento     | 2T    | 6–3, 6–2         | 36        |
| 2023 |                     |         |                               |             |       |                  |           |
| 3.   | Dar'ja Kasatkina    | 8       | Abu Dhabi Open, Abu Dhabi     | Cemento     | QF    | 6–1, 6–2         | 29        |
| 4.   | Ons Jabeur (2)      | 5       | US Open, New York             | Cemento     | 4T    | 6–2, 6–4         | 23        |
| 5.   | Maria Sakkarī       | 6       | Zhengzhou Open, Zhengzhou     | Cemento     | 2T    | 7–6(2), 6–3      | 24        |
| 2024 |                     |         |                               |             |       |                  |           |
| 6.   | Markéta Vondroušová | 7       | United Cup, Perth             | Cemento     | RR    | 6–1, 2–6, 6–1    | 15        |
| 7.   | Iga Świątek         | 1       | Giochi Olimpici, Parigi       | Terra rossa | SF    | 6–2, 7–5         | 7         |
| 8.   | Jasmine Paolini     | 6       | Wuhan Open, Wuhan             | Cemento     | QF    | 6–2, 3–6, 6–3    | 7         |
| 9.   | Elena Rybakina      | 5       | WTA Finals, Riad              | Cemento (i) | RR    | 7–6(4), 3–6, 6-1 | 7         |
| 10.  | Jasmine Paolini (2) | 4       | WTA Finals, Riad              | Cemento (i) | RR    | 6–1, 6–1         | 7         |
| 2025 |                     |         |                               |             |       |                  |           |
| 11.  | Aryna Sabalenka     | 1       | Internazionali d'Italia, Roma | Terra rossa | QF    | 6–4, 6–3         | 8         |